# Raymond Moylette
Raymond Peter Moylette –conocido como Ray Moylette– (Islandeady, 11 de abril de 1990) es un deportista irlandés que compitió en boxeo. Ganó una medalla de oro en el Campeonato Europeo de Boxeo Aficionado de 2011, en el peso superligero.
En marzo de 2017 disputó su primera pelea como profesional. En su carrera profesional tuvo en total 14 combates, con un registro de 12 victorias y 2 derrotas.

## Palmarés internacional
| Campeonato Europeo | Campeonato Europeo | Campeonato Europeo | Campeonato Europeo |
| Año                | Lugar              | Medalla            | Categoría          |
| ------------------ | ------------------ | ------------------ | ------------------ |
| 2011               | Ankara (Turquía)   | Medalla de oro     | 64 kg              |